# Marie de Saint-Joseph
Pour les articles homonymes, voir Marie de Saint-Joseph (homonymie).
Mère Marie de Saint-Joseph, née Marie de la Troche de Saint-Germain (1616-1652) est une religieuse catholique canadienne d'origine française. Elle fit partie des premières Ursulines à émigrer au Canada.

## Biographie
Marie de la Troche de Saint-Germain naît en Anjou le 7 septembre 1616. Lorsqu'elle eut atteint ses neuf ans, elle est conduite par sa mère au monastère des Ursulines de Tours. Elle aime beaucoup la lecture, surtout les vies de saints. Saint François-Xavier, l'apôtre des Indes, l'attirait plus que tout autre, parce qu'il avait travaillé à la conversion des infidèles à l'autre bout du monde. À quatorze ans, Marie de la Troche demande à ses parents la permission d'entrer au noviciat des religieuses qui lui avaient donné son éducation. Après beaucoup d'hésitation, les parents la lui accordent. Marie de la Troche prend l'habit sous le nom de Saint-Bernard, qu'elle devait modifier plus tard en celui de Saint-Joseph.
J'étais ravie d'étonnement, écrit Mère Marie de l'Incarnation, de voir en une fille de quatorze ans, non seulement la maturité de celles qui ont plus de vingt-cinq, mais encore la vertu d'une religieuse déjà bien avancée. Rien de puéril ne paraissait en sa jeunesse, elle gardait ses règles dans une si grande exactitude, qu'on eut dit qu'elle était née pour ces actions... En un mot, son esprit toujours également joyeux, la rendait très aimable et très agréable à toute la communauté, et elle veillait si soigneusement sur soi-même, qu'il ne fallait pas lui donner deux fois des avis sur une même chose, elle se tenait même pour avisée et pour reprise des fautes qu'elle voyait corriger en ses compagnes.
Son noviciat terminé, Mère Saint-Bernard prononce ses vœux ; elle n'était alors âgée que de seize ans. Tout aussitôt elle se met à enseigner aux jeunes élèves les rudiments des lettres. 
À l'instar de plusieurs religieuses qui devaient plus tard quitter définitivement leur patrie pour le Canada, Mère Saint-Bernard a un pressentiment sous forme d'un songe qui l'impressionna vivement et dont elle fait part à Mère de l'Incarnation, sa compagne au monastère de Tours.
C'était durant la nuit. Elle se trouva tout à coup transportée sur l'avenue d'une grande place publique, environnée de toutes parts de boutiques brillamment illuminées et remplies d'objets d'art et de maintes choses séduisantes. Un religieux de haute naissance apparut sur cette place, et sembla ébloui à l'aspect de cette magnificence. La vue de ce religieux lui fit mal et elle crut qu'il valait mieux pour elle de se sauver. Mais comment éviter ce personnage ? Alors surgit une troupe de jeunes gens, au teint olivâtre, habillés à la façon des sauvages, qui lui dirent : "Ne craignez point, c'est nous qui vous sauverons". Et se mettant en deux rangs de manière à former une haie, ils firent passer Mère Saint-Bernard au milieu d'eux, jusqu'à ce qu'elle eût quitté la place. Quelque temps après, ce religieux abandonna la religion catholique. Il y avait donc dans ce rêve un fond de vérité, de nature à jeter dans le trouble une âme délicate.
Lorsque Marie Madeleine de La Peltrie résolut d'aller fonder un couvent dans la Nouvelle-France (1639), Mère Saint-Bernard manifesta son intention de faire partie du groupe d'élite qu'il s'agissait de recruter. Elle promit à saint Joseph, si elle réussissait à obtenir l'assentiment de ses parents et la permission de ses supérieures, de prendre son nom et de se rendre jusqu'au bout du monde sous son égide. Ses parents lui donnèrent leur permission et Mère Saint-Bernard devint Mère Saint-Joseph, nom sous lequel elle est plus connue, parce qu'au Canada elle n'en porta jamais d'autre.
Elle fit donc partie du premier détachement d'Ursulines qui émigrèrent de France pour venir fonder à Québec un institut de leur ordre, aux côtés de Mère Marie de l'Incarnation et de Mère Cécile de Sainte-Croix, trinité qui a pesé de tout son poids sur les destinées de leur fondation. La vie au monastère de Mère Saint-Joseph ne différa guère de celles de ses illustres compagnes. Elle dut, comme les autres, se soumettre aux incessantes privations de l'existence, sans soulagement d'aucune sorte du côté matériel. 
D'une nature maladive, Mère Saint-Joseph ne put résister longtemps aux intempéries du climat, aux privations et aux austérités qu'elle s'imposait. Elle mourut le 4 avril 1652, après une courte maladie.
Les Annales des Ursulines disent d'elle : Au témoignage de celle qui l'a le mieux connue, elle avait vécu comme une sainte et mourut comme une sainte. Le cœur se sent à l'aise et l'âme jouit de voir avec quelle fidélité une faible créature a su répondre à l'abondance des grâces du Seigneur.
Mère Marie de l'Incarnation a écrit une courte esquisse de cette vie précieuse, et la Relation des Jésuites de l'année 1652 renferme le récit de ses nombreuses vertus.

### Référence
- Narcisse-Eutrope Dionne, Serviteurs et servantes de Dieu au Canada, 1904.